# Polarité trilinéaire
En géométrie euclidienne, la polarité trilinéaire est une certaine correspondance entre les points du plan d'un triangle ne se trouvant pas sur les côtés du triangle et les droites du plan du triangle ne passant pas par les sommets du triangle. Coxeter précise cependant : « Bien qu'on l'appelle une polarité, ce n'est pas vraiment une polarité du tout, car les pôles de droites concurrentes ne sont pas des points colinéaires. »  C'est Jean-Victor Poncelet (1788–1867), un ingénieur et mathématicien français, qui a introduit l'idée de la polaire trilinéaire d'un point en 1865,.

## Définitions

Construction d'une polaire trilinéaire d'un point P
Triangle de référence △ABC
Triangle cévien △DEF de △ABC pour P
Cévienne qui passent par P
Polaire trilinéaire de P pour △ABC (drotie XYZ)

Soit △ABC un triangle plan et soit P un point quelconque du plan du triangle non situé sur les côtés du triangle. En bref, la polaire trilinéaire de P est l'axe de l'homologie entre le triangle cévien de P et le triangle △ABC .
Plus précisément, on trace les droites AP, BP, CP qui intersectent les côtés BC, CA, AB en D, E, F respectivement. Le triangle △DEF est le triangle cévien de P par rapport au triangle △ABC . Les paires de droites (BC, EF), (CA, FD), (DE, AB) se croisent respectivement en X, Y, Z respectivement. D'après le théorème de Desargues, les points X, Y, Z sont colinéaires. La droite de colinéarité est l'axe de l'homologie entre le triangle △ABC et le triangle △DEF . La droite XYZ est la polaire trilinéaire du point P.
Les points X, Y, Z peuvent également être obtenus comme les conjugués harmoniques de D, E, F par rapport aux paires de points (B, C), (C, A), (A, B) respectivement. Poncelet a utilisé cette idée pour définir le concept de polaires trilinéaires.
Si la droite L est la polaire trilinéaire du point P par rapport au triangle de référence △ABC alors P est appelé le pôle trilinéaire de la droite L par rapport au triangle de référence △ABC .

## Équation trilinéaire
Soit p : q : r les coordonnées trilinéaires du point P. Alors l'équation trilinéaire de la polaire trilinéaire de P est 
{\displaystyle {\frac {x}{p}}+{\frac {y}{q}}+{\frac {z}{r}}=0.}

## Construction du pôle trilinéaire

Construction d'un pôle trilinéaire d'une ligne XYZ
Polaire trilinéaire donnée (droite XYZ)
Triangle donné △ABC
Triangle cévien △UVW de △ABC pour XYZ
Céviennes, qui se croisent au pôle trilinéaire P

Une droite L croise les côtés BC, CA, AB (étendus) du triangle △ABC en X, Y, Z respectivement. Les couples de droites (BY, CZ), (CZ, AX), (AX, BY) se rencontrent en U, V, W. Les triangles △ABC et △UVW sont homologiques et soit P le centre de l'homologie. P est le pôle trilinéaire de la ligne L.

## Quelques polaires trilinéaires
Certaines des polaires trilinéaires sont bien connues.
- La polaire trilinéaire du centre de gravité du triangle △ABC est la droite à l'infini.
- La polaire trilinéaire du point symédian est l'axe de Lemoine du triangle △ABC .
- Le pôle trilinéaire de l'orthocentre est l'axe orthique.
- Les polaires trilinéaires ne sont pas définies pour les points coïncidant avec les sommets du triangle △ABC .

## Pôles de faisceaux de droites

Animation illustrant le fait que le lieu des pôles trilinéaires d'un faisceau de droites passant par un point fixe K est une conique circonscrite du triangle de référence.

Soit P de coordonnées trilinéaires X : Y : Z le pôle d'une droite passant par un point fixe K de coordonnées trilinéaires x0 : y0 : z0. L'équation de cette droite est
{\displaystyle {\frac {x}{X}}+{\frac {y}{Y}}+{\frac {z}{Z}}=0.}
Puisqu'elle passe par K ,
{\displaystyle {\frac {x_{0}}{X}}+{\frac {y_{0}}{Y}}+{\frac {z_{0}}{Z}}=0.}
Ainsi, le locus de P est
{\displaystyle {\frac {x_{0}}{x}}+{\frac {y_{0}}{y}}+{\frac {z_{0}}{z}}=0.}
Il s'agit d'une conique circonscrite au triangle de référence △ABC . Ainsi le lieu des pôles d'un faisceau de droites passant par un point fixe K est une conique circonscrite E au triangle de référence.
On peut montrer que K est le perspecteur  de E, à savoir, où △ABC et le triangle polaire  par rapport à E sont homologiques. Le triangle polaire est délimité par les tangentes à E aux sommets de △ABC . Par exemple, la polaire trilinéaire d'un point du cercle circonscrit doit passer par son perspecteur, le point de Lemoine X(6).